# Regionalschnellbahn
Die Regionalschnellbahn, meist mit Binnenmajuskel RegionalSchnellBahn geschrieben, abgekürzt RSB, war eine Zuggattung im deutschen Schienenpersonennahverkehr. Im Kursbuch wurde sie als Qualitätszug des Regionalverkehrs bezeichnet. Die Regionalschnellbahn wurde von der Deutschen Bundesbahn (DB) zum Fahrplanwechsel am 31. Mai 1987 zusammen mit der Regionalbahn (RB) eingeführt und schließlich zum 1. Januar 1995 von der Deutschen Bahn AG durch den RegionalExpress (RE) beziehungsweise den StadtExpress (SE) abgelöst. Wichtigste Merkmale der Regionalschnellbahn gegenüber dem konventionellen Eilzug (E) waren der Taktverkehr, der Einsatz von neuen oder modernisierten Fahrzeugen sowie deren Lackierung in Produktfarben des Nahverkehrs, das heißt Minttürkis und Pastelltürkis.

## Geschichte
Die neue Zuggattung wurde der Öffentlichkeit am 26. April 1987 an einem Tag der offenen Tür in Süderbrarup vorgestellt. Am darauf folgenden Tag begann der fahrplanmäßige Betrieb der ersten RSB-Linie auf der Bahnstrecke Kiel–Flensburg. Das Angebot wurde durch einen ganztägigen Stundentakt aufgewertet, Bahnhöfe wurden modernisiert und moderne Dieseltriebwagen der Baureihe 628 eingesetzt. Kleinere Halte wurden aufgegeben und das Bahnangebot mit Zubringerbuslinien systematisch verknüpft. Umgesetzt wurde diese erste Linie mit Hilfe einer Rahmenvereinbarung zwischen der Deutschen Bundesbahn und Schleswig-Holstein, die auch eine finanzielle Beteiligung des Landes am optimierten Nahverkehrsangebot vorsah. Diese erste Linie sollte als Vorbild für viele weitere RSB-Projekte im gesamten Bundesgebiet dienen.
Zweite Einsatzstrecke der Regionalschnellbahn war, mit Beginn des Sommerfahrplans am 31. Mai 1987, Stuttgart–Aalen, wo allerdings lokomotivbespannte Züge mit modernisierten n-Wagen zum Einsatz kamen. Es folgten viele weitere RSB-Linien im gesamten Bundesgebiet.